# Alexander Sergejewitsch Kabanow
Alexander Sergejewitsch Kabanow (russisch Александр Сергеевич Кабанов; * 14. Juni 1948 in Moskau; † 30. Juni 2020 in Kremjonki) war ein sowjetischer Wasserballspieler. Bei Olympischen Spielen gewann er mit der sowjetischen Nationalmannschaft 1972 und 1980 Gold. 1975 und 1982 war er Weltmeister und 1983 Europameister. Als russischer Nationaltrainer betreute er zunächst die Männer-Nationalmannschaft und später die Frauen-Nationalmannschaft.

## Sportliche Karriere
Der 1,81 m große Alexander Kabanow trat während seiner ganzen Karriere für Burewestnik Moskau an. Als Offensiv-Center spielte er direkt vor dem gegnerischen Tor.
Seinen ersten internationalen Titel gewann Kabanow 1970 bei der Universiade in Turin, 1973 gehörte er auch bei der Universiade in Moskau zur siegreichen sowjetischen Mannschaft. Bei seinen ersten Olympischen Spielen 1972 in München wirkte Kabanow in allen acht Partien mit, sein einziges Tor erzielte er gegen die USA. Die sowjetische Mannschaft verlor kein Spiel, die Partien gegen die Ungarn und gegen das US-Team endeten unentschieden. Am Ende lagen die Ungarn nach Punkten gleichauf mit der sowjetischen Mannschaft, die aber durch die bessere Tordifferenz die erste olympische Goldmedaille für die Sowjetunion im Wasserball gewann. 1973 fand in Belgrad die erste Weltmeisterschaft im Wasserball statt. In der Finalrunde besiegten die Ungarn die sowjetische Mannschaft mit 5:4 und gewannen den Titel vor der sowjetischen Mannschaft und den Jugoslawen. 1974 bei der Europameisterschaft in Wien siegten die Ungarn, dahinter erhielt das sowjetische Team nur aufgrund der besseren Tordifferenz die Silbermedaille vor den Jugoslawen. Im Jahr darauf bei der Weltmeisterschaft in Cali siegte das sowjetische Team im letzten Spiel mit 5:4 über die Ungarn und gewann damit Gold vor den Ungarn und den Italienern.
1976 erreichte das sowjetische Team bei den Olympischen Spielen in Montreal nur den  achten Platz. Kabanow warf im Turnierverlauf acht Tore. Es folgten vierte Plätze bei der Europameisterschaft 1977 und der Weltmeisterschaft 1978. Bei den Olympischen Spielen 1980 in Moskau siegte die sowjetische Mannschaft vor den Jugoslawen und den Ungarn. Im letzten Spiel bezwang das sowjetische Team die jugoslawische Auswahl mit 8:7. Kabanow erzielte im Turnierverlauf fünf Tore, sowohl gegen Ungarn als auch gegen Jugoslawien gelang ihm ein Treffer. Außer Kabanow waren mit Oleksij Barkalow und Wjatscheslaw Sobtschenko zwei weitere Spieler bei beiden Olympiasiegen der sowjetischen Wasserball-Nationalmannschaft dabei.
1981 bei der Europameisterschaft in Split verlor die sowjetische Mannschaft das Spiel gegen die Mannschaft aus der Bundesrepublik Deutschland mit 7:10. Die deutsche Mannschaft gewann den Titel vor der sowjetischen Mannschaft und den Ungarn. Im Jahr darauf bei der Weltmeisterschaft 1982 in Guayaquil erreichten vier Mannschaften die Endrunde. Die sowjetische Mannschaft erkämpfte den Titel vor den Ungarn, den Deutschen und den Niederländern. Nach zwei Olympiasiegen und zwei Weltmeistertiteln gewann Kabanow mit der sowjetischen Mannschaft 1983 in Rom den Europameistertitel vor den Ungarn und der spanischen Mannschaft. Nachdem Kabanow 1984 wegen des Olympiaboykotts die Teilnahme an seinen vierten Olympischen Spielen versagt geblieben war, beendete er 1985 seine Karriere nach über 430 Länderspielen.
Kabanow begann danach als Trainer seines Moskauer Stammvereins und als Assistenztrainer der Männer-Nationalmannschaft. Von 1994 bis 1996 und ab 2000 war er Cheftrainer der russischen Männer, die unter ihm zwei olympische Medaillen und drei Weltmeisterschaftsmedaillen gewannen. Bei den Olympischen Spielen 2012 führte er als Nationaltrainer die russische Frauen-Nationalmannschaft zum sechsten Platz.
2001 wurde Kabanow in die International Swimming Hall of Fame (ISHOF) aufgenommen.